# Euloxia leucochorda
Euloxia leucochorda är en fjärilsart som beskrevs av Edward Meyrick 1888. Euloxia leucochorda ingår i släktet Euloxia och familjen mätare. Inga underarter finns listade i Catalogue of Life.